# Tony Van Bynen
Tony Van Bynen, né le 5 avril 1950 aux Pays-Bas, est un banquier et homme politique canadien.
Il est maire de Newmarket de 2006 à 2018. Député, il représente la circonscription de Newmarket—Aurora à la Chambre des communes du Canada de 2019 à 2025 sous la bannière du Parti libéral du Canada. 

## Résultats électoraux
| Candidats      | Voix   | %       |
| -------------- | ------ | ------- |
| Tony Van Bynen | 10 818 | 54,01 % |
| Chris Campbell | 7 804  | 38,96 % |
| Dorian Baxter  | 1 408  | 7,03 %  |